# Zjednoczony Kościół Zambii
Zjednoczony Kościół Zambii (ang. United Church of Zambia) – protestancki kościół unijny w Zambii. Powstał w 1965 roku w wyniku połączenia czterech tradycyjnych misji protestanckich i obecnie liczy ok. 2 miliony członków i 3 miliony wiernych, co czyni go największym kościołem protestanckim w kraju.
W skład unii wchodziły kolejno: Paris Evangelical Missionary Society (PEMS) pod kierownictwem Francios Coillard francuskiego misjonarza kalwińskiego, który przybył do Zambii w sierpniu 1884 roku. London Missionary Society (LMS) pod kierownictwem Stevensona, który założył pierwszą stację misyjną w Niamukolo w 1885 roku. Po LMS dołączyli metodyści z Primitive Methodists (1885) i Wesleyan Methodists (1885). Czwartą misją która dołączyła do unii był Kościół Szkocji (prezbiterianie) z północno-wschodniej Zambii (1885). Misja ta odegrała bardzo ważną rolę w ewangelizacji Malawi i niektórych innych częściach Zambii.
Kościół jest członkiem All Africa Conference of Churches, Rady Kościołów w Zambii, Światowej Rady Metodystów i Światowej Wspólnoty Kościołów Reformowanych.